# Coll Ventós (Bigues)
El Coll Ventós és un coll de carena dins del territori del poble de Bigues (poble del Vallès) a 326 metres d'altitud, on forma un petit pla aprofitat per la masia i granja de Can Feliuà, en el costat de ponent, i la masia de Can Tàpies, en el de llevant. És a l'esquerra del torrent de la Font de la Guilla i al sud-est de la Font de la Guilla, entre l'Obaga del Rull (ponent) i la Baga de Can Bori (llevant). Can Roca i els Camps de Can Roca queden a l'est del Coll Ventós.